# Falciot cuallarg de Schouteden
El falciot cuallarg de Schouteden (Schoutedenapus schoutedeni) és una espècie d'ocell de la família dels apòdids (Apodidae) conegut únicament per uns poc exemplars de l'est de la República Democràtica del Congo.